# 白い炎の女
『白い炎の女』（しろいほのおのおんな、原題：White Mischief）は、1987年制作のイギリスのドラマ映画。
“ケニアの白い女王”と呼ばれたダイアナ・デラメアの半生と、1941年に起きたエロル伯爵殺害事件を描く。マイケル・ラドフォード監督。

## あらすじ
第二次世界大戦中の1940年、イギリス社交界のアイドル的存在だったダイアナは財産目当てで30歳も年上のデルヴス・ブロートン卿と結婚、彼の赴任先である英国領ケニアに移住する。戦火とは全く無縁のその地では“ハッピーバレー”という小さなヨーロッパ貴族社会が形成されており、そこでは毎晩のように宴が催され、不倫も日常茶飯事だった。
ある日、ダイアナは夫の友人で魅力的な伯爵エロルと出会う。ダイアナはたちまち彼に惹かれ、週末に彼の別荘で結ばれる。妻の不倫を知ったブロートン卿は長年の友人としてエロルに抗議をほのめかすが、2人の密会は以前よりも増す一方、ブロートン卿は、破産によってダイアナが自分のもとを去るのではないかと恐れていた。そんなこともあり、ブロートン卿はエロルとダイアナの仲を認めるが、その夜エロルが何者かに銃殺されてしまう。
エロルの未亡人や愛人たちが調べられた結果、ブロートン卿が容疑者として逮捕された。裁判の結果、ブロートン卿は無罪となったが、彼とダイアナは社交界からつまはじきにされてしまう。
やがてダイアナはひょんなことから夫が真犯人であることを知り、彼のもとを去る決意をするが、これに怒ったブロートン卿は絶望のあまり銃で自殺したのだった。

## キャスト
- ダイアナ・デラメア：グレタ・スカッキ
- ジョック・デルヴス・ブロートン卿：ジョス・アクランド
- エロル伯爵：チャールズ・ダンス
- ニーナ・ソームズ：ジェラルディン・チャップリン
- アリス：サラ・マイルズ
- ギルバート：ジョン・ハート
- ソームズ：トレヴァー・ハワード
- ヒュー：ヒュー・グラント
- グラディス：スーザン・フリートウッド
- レイ・マカナリー